# 天主教布盧菲爾茲教區
天主教布盧菲爾茲教區（拉丁語：Dioecesis Bluefieldensis）是尼加拉瓜一個羅馬天主教教區，屬馬那瓜總教區。
教區範圍包括南大西洋自治區的一部份，其前身是一個宗座代牧區，成立於1913年12月2日。2017年11月30日升格。2017年有教友260,838人，佔轄區總人口50.0%。教區下轄十個堂區，有十四名司鐸。首任教區主教為保祿·舒米茲·西蒙。